# Fort Christina

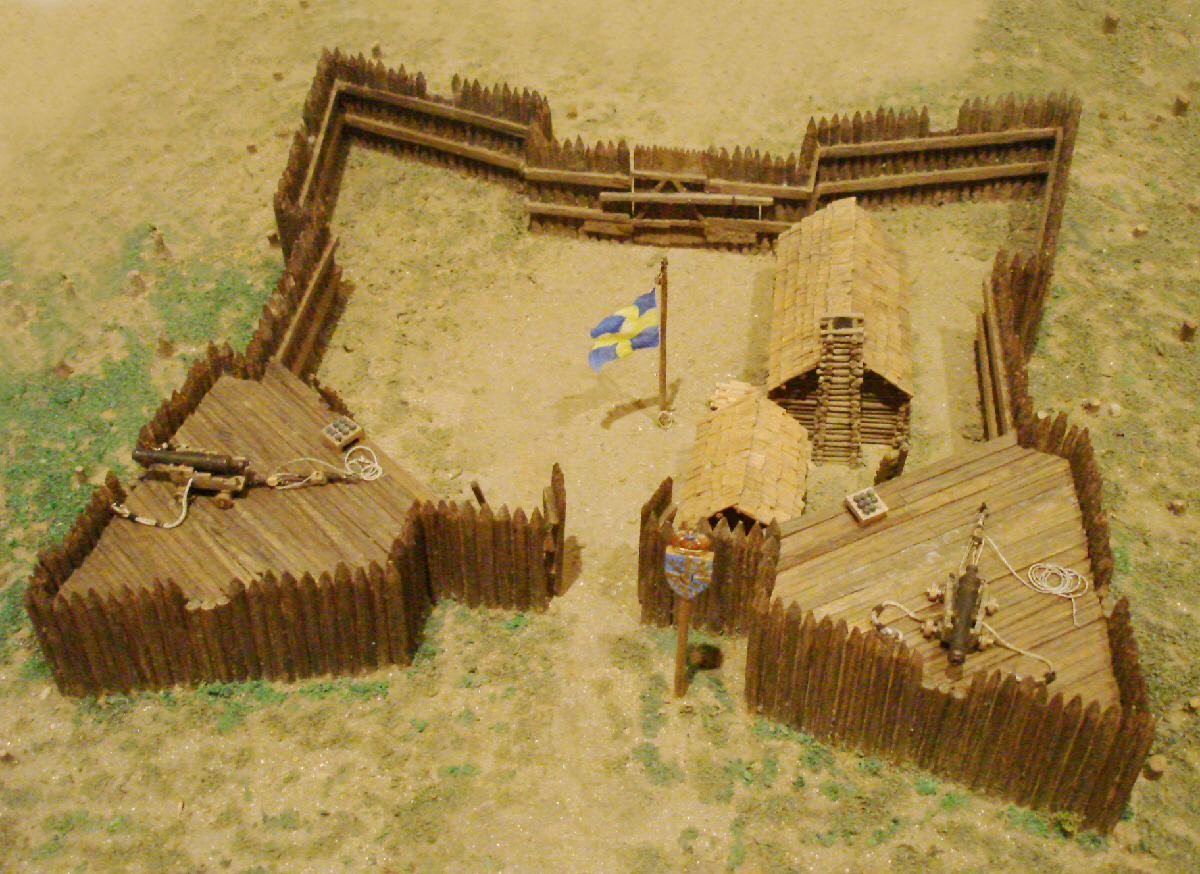
Model van Fort Christina in het American Swedish Historical Museum.

Fort Christina (Later hernoemd naar: Fort Altena, Zweeds: Fort Kristina) was de eerste Zweedse nederzetting in Noord-Amerika en het werd een belangrijke nederzetting in de kolonie Nieuw-Zweden. Het fort lag enkele kilometers oostwaarts van het hedendaagse Wilmington (Delaware). Het fort is vernoemd naar koningin Christina I van Zweden.

## Geschiedenis
Naar aanleiding van de plannen van koning Gustaaf II Adolf van Zweden stichtten de Zweden een kolonie in Noord-Amerika. Op 29 maart 1638 arriveerden zij met de schepen Kalmar Nyckel en Fogel Grip' onder leiding van Peter Minuit in Amerika. Ze kwamen aan bij de Christina River, een zijarm van de Delaware. Hun plek van aankomst werd door Minuit gezien als een goede plek voor de lokale handel met de Lenni-Lenape.
Onder leiding van gouverneur Peter Hollander Ridder werd in 1640 het fort verder versterkt voor eventuele aanvallen van de Nederlanders en de Indianen. Doordat de bewoning in de loop van de jaren rondom het fort toenam werd het grondig verbouwd in 1647. In 1655 vielen de Nederlanders onder leiding van Peter Stuyvesant Fort Christina aan en na 10 dagen gaf het fort zich al over. De Zweedse lokale bevolking mocht er blijven wonen, maar het fort werd door Stuyvesant hernoemd naar Fort Altena.

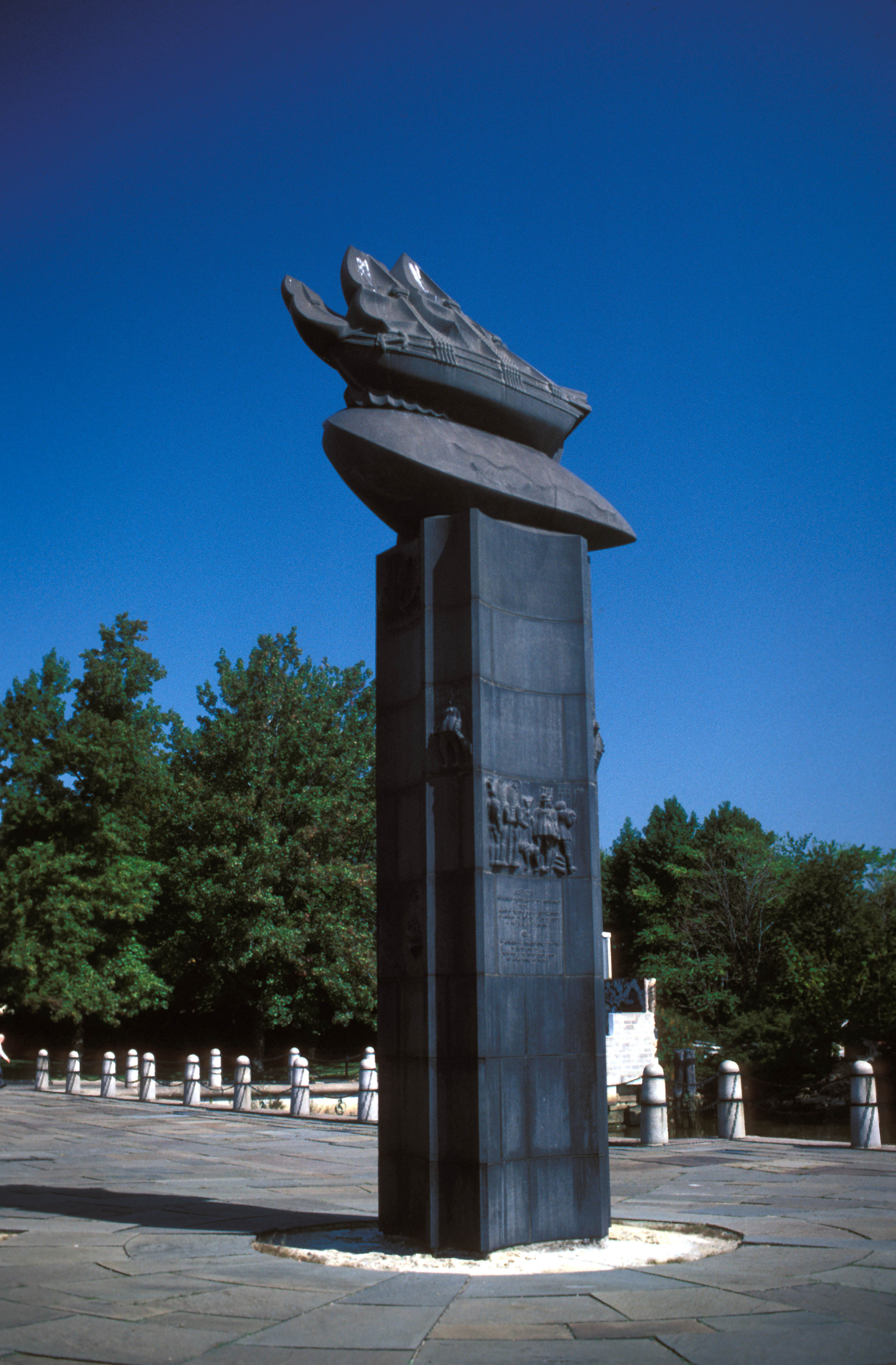
Het monument voor Fort Christina

## Monument
In 1938, tijdens de viering van de driehonderdste verjaardag van de Zweedse kolonisatie werd er door de staat Delaware een park aangelegd rondom de plek waar het oude fort stond. In de aanwezigheid van president Franklin D. Roosevelt, kroonprins Gustaaf Adolf, Louise Mountbatten en prins Bertil van Zweden werd een groot monument onthult dat geschonken was door de Zweden. Op het monument staat een replica van het schip de Kalmar Nyckel. Het monument was ontworpen door Carl Milles.